# Zimbabue Rodesia
Zimbabue Rodesia (en inglés: Zimbabwe Rhodesia), conocido alternativamente como Zimbabue-Rodesia, también conocido informalmente como Zimbabue o Rodesia, fue un estado soberano de corta duración que existió desde el 1 de junio de 1979 hasta el 18 de abril de 1980, aunque carecía de reconocimiento internacional. Zimbabue Rodesia fue precedido por otro Estado llamado República de Rodesia y estuvo brevemente bajo un gobierno de transición supervisado por los británicos, al que a veces se hace referencia como Rodesia del Sur restablecida, que según la teoría constitucional británica había seguido siendo el gobierno legal en el área después de la Declaración Unilateral de Independencia. (UDI) en 1965. Unos tres meses después, a la colonia restablecida de Rodesia del Sur se le concedió la independencia reconocida internacionalmente dentro de la Mancomunidad Británica de Naciones como República de Zimbabue.

## Etimología
Ya en 1960, las organizaciones políticas nacionalistas africanas de Rhodesia acordaron que el país debería utilizar el nombre "Zimbabue"; utilizaron ese nombre como parte de los títulos de sus organizaciones. El nombre "Zimbabue", dividido en Dzimba dzamabwe en shona (uno de los dos idiomas principales del país), significa "casas de piedra". Mientras tanto, la comunidad blanca de Rodesia se mostró reacia a abandonar el nombre "Rodesia", por lo que se llegó a un compromiso.
La Constitución nombró al nuevo estado como "Zimbabue Rodesia", sin ninguna referencia a su condición de república en su nombre. Aunque el nombre oficial no contenía ningún guion, el nombre del país estaba dividido en algunas publicaciones extranjeras como "Zimbabue-Rodesia". El país también fue apodado "Rhobabwe", una mezcla de los nombres en inglés "Rhodesia" y "Zimbabwe", Se utilizó por primera vez a finales de la década de 1960.
Después de asumir el cargo de primer ministro, Abel Muzorewa intentó eliminar "Rodesia" del nombre del país. El nombre "Zimbabue Rodesia" había sido criticado por algunos políticos negros como el senador jefe Zephaniah Charumbira, quien dijo que implicaba que Zimbabwe era "el hijo de Rhodesia". ZANU-PF, liderado por Robert Mugabe en el exilio, denunció lo que describió como "el nombre despectivo de 'Zimbabue Rodesia'". Los cambios de nombre propuestos no se implementaron.
El gobierno también adoptó una nueva bandera nacional, con el mismo pájaro de esteatita de Zimbabue, el 2 de septiembre de ese año.[cita requerida] Además, anunció cambios en los días festivos, con el Día de Rhodes y el Día de los Fundadores siendo reemplazados por dos nuevos días festivos, ambos conocidos como Día de los Ancestros, mientras que el Día de la República y el Día de la Independencia serían reemplazados por el Día del Presidente y Día de la Unidad, celebrado los días 25 y 26 de octubre de ese año.
En respuesta, el servicio de radio Voz de Zimbabue operado por ZANU-PF desde Maputo en Mozambique, publicó un comentario titulado "La prueba de la independencia no son las banderas ni los nombres", descartando los cambios como dirigidos a "fortalecer la posición de la alianza títere racista en el Conferencia de Zimbabue en Londres".
La aerolínea nacional, Air Rhodesia, también pasó a llamarse Air Zimbabwe. Sin embargo, no se emitieron sellos postales; Las emisiones de 1978 todavía usaban "Rodesia", y las siguientes emisiones de sellos fueron en 1980, después del cambio a "Zimbabue", y se inscribieron en consecuencia.

## Trasfondo
Bajo la presión de la comunidad internacional, se elaboró un "Acuerdo Interno" entre la administración de Ian Douglas Smith de Rodesia y los partidos nacionalistas africanos moderados. Mientras tanto, el gobierno continuó luchando contra la resistencia armada del Frente Patriótico, una coalición de dos partidos de Liderazgo Africano: la Unión del Pueblo Africano de Zimbabue (ZAPU) y la Unión Nacional Africana de Zimbabue (ZANU). La guerra de liberación fue un conflicto indirecto entre Occidente y Oriente.
El "Acuerdo Interno", firmado en marzo de 1978, condujo a la creación de un gobierno interino en el que por primera vez se incluyó a africanos en puestos de liderazgo, al tiempo que se creaba una administración pública, un poder judicial, una fuerza policial y un ejército independientes. El acuerdo también creó un consejo ejecutivo compuesto por Ian Smith y tres personas negras (Muzorewa, Sithole y Chirau), y un consejo ministerial, mientras que Smith retuvo su título de primer ministro. También se afirmó que la tarea principal de este nuevo gobierno es redactar una constitución para el país, celebrar elecciones en abril de 1979 y concertar un alto el fuego con el Frente Patriótico.[8][9] Se dijo que otro objetivo del acuerdo era la esperanza de poner fin a la guerra civil del país. Después de las elecciones, Muzorewa comentó que no quería que el país fuera "una farsa, un fraude, una cáscara vacía con los meros símbolos de la independencia" o que el país "se convirtiera alguna vez en otra república bananera".

## Lectura adicional
- British Broadcasting Corporation (1979). Summary of World Broadcasts: Non-Arab Africa (6208–6259). British Broadcasting Corporation Monitoring Service.
- Zvobgo, Chengetai J. M. (2009). A History of Zimbabwe, 1890-2000 and Postscript, Zimbabwe, 2001-2008. Newcastle upon Tyne, United Kingdom: Cambridge Scholars Publishing. ISBN 978-1-4438-1360-0.

- Datos: Q890120
- Multimedia: Southern Rhodesia / Q890120